# Веню (футбольний клуб)
Футбольний клуб «Веню» (фр. Association Sportive Vénus) — таїтянський футбольний клуб з коммуни Махіна, який грає в чемпіонаті Таїті. Домашнім стадіоном клубу є «Стад де Веню». Кольорами клубу є темно-синій і білий.

## Історія
Клуб «Веню» заснований 28 грудня 1945 року. Уперше клуб виграв чемпіонат Таїті в 1953 році. Загалом «Веню» 6 разів перемагав у чемпіонаті Таїті, востаннє клуб виграв чемпіонат у сезоні 2022—2023 років. Успішні виступи у внутрішньому чемпіонаті дали можливість команді зіграти на Кубку Тихоокеанських французьких територій, де «Веню» 5 разів перемагав команди з Нової Каледонії.
Клуб «Веню» 5 разів грав на ранніх стадіях Кубка Франції, де грали, зокрема, з клубом «Істр», проте суттєвих успіхів не досягли.
«Веню» дебютував у Лізі чемпіонів ОФК у 1999 році, проте тоді команда зупинилась на стадії півфіналу. Найкращого результату команда досягла в 2022 році, коли зуміла вийти до фіналу, де поступилася новозеландському клубу «Окленд Сіті» з рахунком 0-3.
Станом на 2020 рік у рейтингу IFFHS «Веню» займав 7-ме місце серед усіх клубів Океанії.

## Титули і досягнення
- Чемпіон Таїті (11): 1953, 1990, 1992, 1995, 1997, 1998, 1999, 2000, 2001—2002, 2018—2019, 2022—2023
- Володар Кубка Таїті (9): 1952, 1990, 1991, 1992, 1998, 1999, 2019, 2021, 2022
- Володар Суперкубка Таїті (2): 1995, 1999
- Володар Кубка Тихоокеанських французьких територій (5): 1997, 1998, 1999, 2000, 2002>
- Фіналіст Ліги чемпіонів ОФК: 2022